# Macroclinium cordesii
Macroclinium cordesii là một loài thực vật có hoa trong họ Lan. Loài này được (L.O.Williams) Dodson mô tả khoa học đầu tiên năm 1984.